# Визит лейб-медика
«Визит лейб-медика» (швед. Livläkarens besök) — исторический роман шведского писателя Пера Улова Энквиста, опубликованный в 1999 году. Рассказывает о деятельности датского реформатора эпохи Просвещения Иоганна Фридриха Струэнзе. Был высоко оценён критиками, лёг в основу одноимённой оперы датского композитора Бо Холтена (Livlægens Besøg, 2009).

## Восприятие
Роман был высоко оценён критиками. Пётр Фаворов охарактеризовал его как «Грустный шедевр из серии „Пламенные революционеры“». По словам критика, «изощренный швед до последнего выжимает все возможности своего фантастически выигрышного сюжета. Для этого ему явно пришлось перелопатить десятки томов воспоминаний и переписки, изучить тьму вопросов, от медицины до теологии, но главное — прочувствовать характеры и внутренние мотивации своих очень непростых героев. Его философские рассуждения естественно вписываются в повествование, его диалогам веришь, как стенографическим отчетам, а выдуманные им детали поведения на самом деле существовавших персонажей не заслоняют, а подчеркивают их реальность. И исторический роман вырастает в надысторическую историю слепых поисков чистоты и света в бесконечно грязном и темном мире, в тюрьме, в сумасшедшем доме».
Датский режиссёр Николай Арсель хотел экранизировать роман, но не смог получить права, из-за чего его картина «Королевский роман» была снята на основе книге датской писательницы Бодиль Стенсен-Лет «Принцесса крови». Тем не менее в фильме чувствуется влияние «Визита лейб-медика».
Роман лёг в основу одноимённой оперы датского композитора Бо Холтена (2009).